# Квитерио Олмедо
Квитерио Ермес Олмедо (21. децембра 1907 — непознат датум смрти) био је парагвајски фудбалски дефанзивац који је играо за Парагвај на ФИФА-ином светском првенству 1930. Играо је и за Клуб Национал .